# 福井県道路公社
福井県道路公社（ふくいけんどうろこうしゃ）は、福井県を設立団体とする地方道路公社である。法恩寺山有料道路の料金徴収期限が満了する2022年（令和4年）9月30日に解散し、残る三方五湖レインボーラインも県道化されて無料開放された。

## 経緯
1974年（昭和49年）3月30日に設立され、福井県企業庁から4路線を引き継ぎ新規開業した2路線を合わせ、合計6路線を管理するようになった。そのうち4路線は料金徴収期間が満了し無料開放され、2路線を管理していたが、いずれも建設時期の関係で高コストで、収支の計画と実績との乖離が大きく債務超過に陥っており、県からの人材支援や財政支援が行われていた。2010年（平成22年）に、行財政改革の一環として公社の解散、残る2路線の早期開放が検討されたが、いずれも単年度収支は黒字であり、地方道路公社法の規定により解散することになる管理する最後の一般有料道路である法恩寺山有料道路の料金徴収期限まで存続させたほうが債務を圧縮できるものとして、存続することとなった。
2022年（令和4年）9月末をもって公社が解散するが、一般自動車道であるため料金徴収期限の無い三方五湖レインボーラインはその後も営業可能であり、無料開放された場合の管理の低下を恐れる周辺自治体の懸念もあったが、北陸新幹線の延伸を機に観光を強化する目論見及び、被災したときの復旧費用が一般自動車道の場合国費の補助が受けられないことから、県道として無料開放することとなった。
解散にあたっては、三方五湖レインボーラインの災害復旧費用などにかかる県の債権22億円、法恩寺山有料道路にかかる県の出資金4億円弱を放棄する。

## かつて管理していた道路
- 越前海岸有料道路（福井県道6号福井四ヶ浦線、のち国道305号） : 1991年（平成3年）4月1日 無料開放
- 久須夜ヶ岳有料道路〔エンゼルライン〕（福井県道107号泊小浜停車場線） : 2002年（平成14年）7月1日 無料開放
- 永平寺有料道路（国道364号） : 2004年（平成16年）10月1日 無料開放
- 河野海岸有料道路〔越前・河野しおかぜライン〕（国道305号、福井県道204号大谷杉津線） : 2008年（平成20年）9月30日 無料開放
- 法恩寺山有料道路（道路法に基づく一般有料道路：勝山市市道5-47号線）2022年（令和4年）10月1日 無料開放、勝山市へ移管
- 三方五湖レインボーライン（道路運送法に基づく一般自動車道）2022年（令和4年）10月1日 無料開放、福井県道273号三方五湖レインボーライン線として福井県に移管